# Grégoire Lefebvre
Grégoire Lefebvre, né le 13 mai 1994 à Mont-Saint-Aignan (Seine-Maritime), est un footballeur français qui évolue au poste de milieu de terrain ou d'arrière latéral au FC Fleury 91.

## Biographie

### Formation à l'AJ Auxerre
Grégoire Lefebvre commence le football dans différents clubs de Normandie : d'abord à Martainville, puis au FUSC Bois-Guillaume. C'est dans ce club de Haute-Normandie, qu'il est repéré par l'AJ Auxerre. À 13 ans, il rejoint l'équipe des U14, puis des U17 et des U19, avant d'intégrer l'équipe de CFA de l'équipe ajaïste lors de la saison 2012-2013. Cette saison-là, il participe à huit matchs de l'équipe réserve pour un but marqué.
Il joue son premier match professionnel le 13 décembre 2013 lors d'une rencontre de Ligue 2 opposant l'AJ Auxerre aux Chamois niortais. Entré à la 63e minute, il marque son premier but professionnel à la 74e minute de la rencontre. Lors de la saison 2013-2014, il participe à de nombreux matchs : seize avec l'équipe première en Ligue 2 dirigé par Bernard Casoni et seize avec l'équipe réserve en CFA 2. À l'issue de la saison, le 12 juin 2014, il signe avec son club formateur son premier contrat professionnel.
La saison suivante avec un nouvel entraîneur, Jean-Luc Vannuchi, il prend part à vingt-trois matchs en championnat ou en coupe et réalise une passe décisive à Cheick Fantamady Diarra pour le but de la victoire contre le Valenciennes FC (victoire 2 buts à 1).

### Red Star FC
En 2016, il est recruté par le Red Star FC qui descendra en National à l'issue de la saison. 
Lors de la saison suivante, Grégoire Lefebvre deviendra l'un des titulaires indiscutables et sera sacré champion de France de National 1, synonyme de montée en Ligue 2. 
Lors de la saison 2018-2019 de Ligue 2, malgré les mauvais résultats de son équipe qui termine dernière du championnat, synonyme de relégation, il est l'une des rares satisfactions du Red Star. Il se fait alors remarquer par plusieurs clubs pour ses qualités de récupération. 

### AS Nancy-Lorraine
Le 14 août 2019, libre de tout contrat, Grégoire Lefebvre s'engage pour une durée de 3 ans à l'AS Nancy-Lorraine qui le recrute pour pallier la blessure de Vincent Marchetti . 
Lors de sa première saison à l'ASNL, Lefebvre ne s'intègre pas bien au collectif, il est le plus souvent remplaçant; à tel point que l'entraîneur Jean-Louis Garcia lui suggère de trouver un autre club lors du mercato estival. Il ne trouve pas d'autre club, mais réussit cependant à se relancer dès la saison suivante, grâce à un repositionnement au poste d'arrière droit dans lequel ses bonnes prestations lui feront gagner une place de titulaire.

## Statistiques
| Saison                | Club                  | Championnat           | Championnat | Championnat | Championnat | Coupe nationale | Coupe nationale | Coupe nationale | Coupe de la Ligue | Coupe de la Ligue | Coupe de la Ligue | Total | Total | Total |
| Saison                | Club                  | Division              | M.          | B.          | P.d.        | M.              | B.              | P.d.            | M.                | B.                | P.d.              | M.    | B.    | P.d.  |
| 2013-2014             | AJ Auxerre            | Ligue 2               | 12          | 1           | 0           | 3               | 0               | 0               | 1                 | 0                 | 0                 | 16    | 1     | 0     |
| 2014-2015             | AJ Auxerre            | Ligue 2               | 18          | 0           | 1           | 4               | 0               | 0               | 2                 | 0                 | 0                 | 24    | 0     | 1     |
| 2015-2016             | AJ Auxerre            | Ligue 2               | 29          | 0           | 1           | 1               | 0               | 0               | 2                 | 0                 | 0                 | 32    | 0     | 1     |
| Sous-total            | Sous-total            | Sous-total            | 59          | 1           | 2           | 8               | 0               | 0               | 5                 | 0                 | 0                 | 72    | 1     | 2     |
| 2016-2017             | Red Star FC           | Ligue 2               | 14          | 1           | 0           | -               | -               | -               | 1                 | 0                 | 0                 | 15    | 1     | 0     |
| 2017-2018             | Red Star FC           | National              | 27          | 1           | 1           | -               | -               | -               | 2                 | 0                 | 0                 | 29    | 1     | 1     |
| 2018-2019             | Red Star FC           | Ligue 2               | 31          | 1           | 3           | 3               | 0               | 0               | 1                 | 0                 | 0                 | 35    | 1     | 3     |
| Sous-total            | Sous-total            | Sous-total            | 72          | 3           | 4           | 3               | 0               | 0               | 4                 | 0                 | 0                 | 79    | 3     | 4     |
| 2019-2020             | AS Nancy-Lorraine     | Ligue 2               | 14          | 0           | 0           | 3               | 0               | 0               | 2                 | 0                 | 0                 | 19    | 0     | 0     |
| 2020-2021             | AS Nancy-Lorraine     | Ligue 2               | 23          | 0           | 2           | 1               | 0               | 0               | -                 | -                 | -                 | 24    | 0     | 2     |
| 2021-2022             | AS Nancy-Lorraine     | Ligue 2               | 33          | 0           | 1           | 4               | 0               | 0               | -                 | -                 | -                 | 37    | 0     | 1     |
| Sous-total            | Sous-total            | Sous-total            | 70          | 0           | 3           | 8               | 0               | 0               | 2                 | 0                 | 0                 | 80    | 0     | 3     |
| 2022-2023             | FC Versailles         | National              | 32          | 1           | 6           | 2               | 0               | 0               | -                 | -                 | -                 | 34    | 1     | 6     |
| 2023-2024             | FC Versailles         | National              | 21          | 0           | 1           | 2               | 0               | 0               | -                 | -                 | -                 | 23    | 0     | 1     |
| Sous-total            | Sous-total            | Sous-total            | 53          | 1           | 7           | 4               | 0               | 0               | -                 | -                 | -                 | 57    | 1     | 7     |
| 2024-2025             | FC Fleury 91          | National 2            | 28          | 0           | 0           | 2               | 0               | 0               | -                 | -                 | -                 | 30    | 0     | 0     |
| Total sur la carrière | Total sur la carrière | Total sur la carrière | 282         | 5           | 16          | 25              | 0               | 0               | 11                | 0                 | 0                 | 318   | 5     | 16    |

## Palmarès
Il est champion de France de National 1 avec le Red Star FC en 2018.
Il est vainqueur de son groupe et vice-champion de National 2 en 2025 avec le FC Fleury.